# Gaspar de Bragança
Gaspar de Bragança (Lisboa, 8 de Outubro de 1716 - Braga, Sé, 18 de Janeiro de 1789) foi um filho ilegítimo do Rei D. João V de Portugal, duma relação que este manteve com uma religiosa, Madalena Máxima da Silva de Miranda Henriques, sendo o segundo dos chamados meninos de Palhavã.
Em 1758, o infante Dom Gaspar foi designado arcebispo primaz de Braga, sucedendo assim ao seu tio consanguíneo D. José Carlos de Bragança, ele mesmo um filho bastardo do Rei D. Pedro II de Portugal e de Francisca Clara da Silva.